# إبراهيم محلب
إبراهيم محلب (1949 -) هو رئيس مجلس الوزراء المصري الأسبق. كلفه الرئيس المؤقت عدلي منصور بتشكيل وزارته الأولى في 25 فبراير 2014. ثم أعاد الرئيس عبد الفتاح السيسي تكليفه بتشكيل الوزارة الثانية له في يونيو 2014.

## رئاسة الوزراء
بعد إزاحة محمد مرسي من الرئاسة، كُلّف حازم الببلاوي في 9 يوليو 2013 بتشكيل الحكومة، وشُكلت الحكومة في 16 يوليو 2013، وعين محلب وزيرا للإسكان فيها. وبعد الاستقالة المفاجئة لحكومة الببلاوي، كُلّف محلب بإنشاء حكومة إنتقالية. قال أن حكومته "سنعمل جميعا على عودة الأمن والأمان ودحر الإرهاب في كافة ربوع البلاد"، ووعد بإعادة بناء الاقتصاد. وفي اليوم التالي لحلف اليمين قال أن الأمن هو القضية الأكثر أهمية ودعا إلى إيقاف المظاهرات والإضرابات.
اعيد تعيينه في 17 يونيو 2014 ليشكل حكومته الثانية وقدّم استقالة حكومته بشكل غير متوقع ودون تسبيب في 12 سبتمبر 2015. تعرض مجلس محلب الوزاري للأسئلة بعد أيام من استقالة مفاجئة لوزير الزراعة صلاح هلال وإتهامه بالفساد واعتقاله، ونفى متحدث باسم الحكومة أخبارا أفادت أن قضية الفساد تطال وزراء آخرين وحتى رئيس الوزراء نفسه. والذي غادر قاعة مؤتمرات في تونس بعدها بأيام عندما بدأ صحفي تونسي يسأل عن قضايا الفساد. كلف رئيس الجمهورية عبد الفتاح السيسي وزير النفط شريف إسماعيل بتشكيل الحكومة التالية، وستظل حكومة محلب تسيّر الأعمال حتى تشكيل الحكومة الجديدة.

## حياته المهنية
- بكالوريوس الهندسة المدنية من جامعة القاهرة 1972
- التحاق بشركة المقاولون العرب عام 1972
- المدير الفنى لشركة المقاولون العرب السعودية (1985 - 1987)
- مدير إدارة الكبارى بشركة المقاولون العرب ديسمبر 1994
- عضو مجلس إدارة شركة المقاولون العرب يناير 1996
- نائب رئيس مجلس إدارة شركة المقاولون العرب فبراير 1997
- رئيس مجلس إدارة شركة المقاولون العرب ورئيس مجلس إدارة نادي المقاولون العرب الرياضي
- وزير الإسكان في حكومة حازم الببلاوي في يوليو 2013
- رئيس الوزراء المصري في فبراير 2014
- رئيس لجنة استرداد أراضي الدولة

## عضوية المجالس والجمعيات العامة
- عضو مجلس الشورى بالتعيين من قبل الرئيس السابق محمد حسني مبارك قبل ثورة 25 يناير
- نائب رئيس مجلس إدارة ورئيس لجنة العلاقات الخارجية للإتحاد المصري لمقاولى التشييد والبناء
- عضو مجلس إدارة مركز بحوث ودراسات الهندسة المدنية بكلية الهندسة – جامعة القاهرة
- عضو مجلس إدارة مركز بحوث الاسكان والبناء
- نائب رئيس مجلس إدارة جمعية مؤسسات الأعمال للحفاظ علي البيئة
- عضو مجلس المحافظين بالمجلس العربي للمياه
- عضو مجلس إدارة شركة النصر للمسبوكات
- عضو مجلس إدارة بنك قناة السويس
- عضو مجلس أمناء الجامعة الفرنسية في مصر
- عضو المنظمة العالمية للكبارى والانشاءات الهندسية – زيورخ – سويسرا
- عضو جمعية المهندسين المدنيين
- عضو اللجنة الدائمة للكود المصري لأسس تصميم وشروط تنفيذ المنشآت الخرسانية
- عضو اللجنة الدائمة لكود الكبارى
- عضو المجلس الرئاسى المصري الفرنسى
- عضو جمعية الأعمال المصرية الفرنسية
- عضو الغرفة التجارية الأمريكية بمصر
- عضو المجلس الأعلى للسياسات بالحزب الوطنى الديمقراطي